# Војислав Шуваковић
Војислав Шуваковић (Београд, 25. март 1925 — Београд, 24. фебруар 2010) био је професор Медицинског факултета у Београду.

## Биографија
Шуваковић је рођен 25. марта 1925. године у Београду, од оца Петра и мајке Загорке (рођ. Петковић), у породичној кући у Хаџи-Рувимовој улици бр. 3, на Врачару. Основну школу (Државну народну школу, како је пре II светског рата био важећи термин) „Филип Вишњић“ и VI мушку гимназију завршио је у Београду.
Током немачке окупације Београда, као скојевца, хапсила га је 1942. године колаборационистичка Специјална полиција. Био је у затвору у Ђушиној улици, у исто време када и многи други скојевци, попут потоњег академика Михаила Марковића, с којим се познавао још пре рата, пошто су обојица учествовали на гимназијским шаховским турнирима. По пуштању из затвора матурира 1943 и, како би избегао одвођење у радни логор, завршава абитаријански курс. Преживео је рушење породичне куће током савезничког бомбардовања Београда, 1944. године. У октобру 1944. приступио је Народноослободилачкој војсци Југославије, X крајишкој бригади, одакле је послат на рад у Политичко одељење Радио Београда.
Говорио је француски, енглески, немачки и италијански језик.
Два пута се женио. Из првог брака са др Олгом (рођ. Грујић) има кћерку Зорану, а из другог са учитељицом Ружицом (рођ. Марковић) сина Уроша.
Био је спортиста – лакоатлетичар и шахиста.
Преминуо је 24. фебруара 2010. године у Београду.

## Лекарска каријера
Медицински факултет у Београду уписао је 1945. и дипломирао међу првима у својој, првој поратној генерацији, 16. фебруара 1951. године, с просечном оценом 9,00. Током студија био је демонстратор из физике и патологије. По окончању студија било му је понуђено да као лекар ради на Голом отоку две године и да после бира коју специјализацију жели, што је одбио. Цивилно је мобилисан и послат у Општу болницу у Призрену, где је, после обављене специјализације на Инфективној клиници у Београду и положеног специјалистичког испита из области инфектологије, 11. октобра 1956, постављен и за шефа Заразног одељења, оставши на тој дужности до 1959. године. Те године је изабран за асистента Медицинског факултета у Београду, за предмет Инфективне болести, и прешао је на рад на београдску Инфективну клинику.
Боравак у Призрену, који је био ендемско подручје за антракс, утицао је на то да се др Шуваковић заинтересује за ову болест. По повратку у Београд наставио је да се експериментално бави проучавањем црног пришта, па је зато 10. новембра 1965. године одбранио своју докторску дисертацију на тему „Клиника и терапија антракса у светлости новијих микробиолошких достигнућа“, која је објављена у виду две монографије. Био је, у светским размерама, међу пионирима успостављања и примене антибиотске терапије у лечењу антракса.
Учествовао је у сузбијању епидемије трбушног тифуса 1962. у Приштини, хидричне епидемије вирусног хепатитиса у Железнику, 1963, епидемије вариоле на Косову и Метохији 1972, итд. Његов интерес за хепатологију (био је и дугогодишњи шеф Одељења за вирусне хепатитисе) усмеравао га је ка увођењу и примени нових, гастроентеролошких метода, у дијагностици – лапараскопије, биопсије и лапаробиопсије. Због доприноса на овом плану Удружење гастроентеролога Југославије му 1975. године додељује почасно звање гастроентеролога-инфектолога.
У периоду 1978–1979. био је директор Клинике за инфективне болести, која је већ тада носила име по свом оснивачу, проф. др Кости Тодоровићу. Током његовог кратког мандата делатност Клинике је проширена (као и њен назив) и на тропске болести, пошто се мноштво југословенских грађевинских радника враћало из земаља Африке оболело од маларије. У том периоду у клиничком кругу изграђен је и нов павиљон намењен смештају Пријемне амбуланте, а основана је и Вирусолошка лабораторија. Дужност директора професор Шуваковић напушта 1979. године, када одлази у Нигерију, где се бави лечењем тропских болести, посебно маларије.
Почетком осамдесетих година XX века као најважнији светски медицински проблем јавља се СИДА (АИДС). Професор Шуваковић показује велико интересовање за бављење овом болешћу. Прве југословенске случајеве СИДА третирао је са својим сарадницима на Инфективној клиници. Иницирао је оснивање и био први шеф посебног клиничког одељења и амбуланте у којима су третирани оболели од АИДС-а. Његов научни допринос у дијагностиковању ове болести био је тај да је међу првима уочио да је и туберкулоза индикативна (карактеристична) болест за СИДА-у. Овај закључак је првобитно оспораван, да би после свега неколико година био научно верификован. Први је у Југославији, 1985, објавио књигу посвећену овој болести, која је штампана у тада рекордних, а сада незамисливих 30.000 примерака, да би потом књига била преведена и доживела своје издање и у Пољској, две године касније, у тиражу од 100.000 примерака. Ни након пензионисања, 1990, није престао да се бави овом болешћу, и теоријски и практично. Заједно с професором Слободаном Дожићем 1997. објавио је научну монографију, која је проглашена и за уџбеник на последипломским студијама на Медицинском факултету у Београду, под називом ХИВ болест и компликације. Дуже од две деценије, све до 2008. године, био је главни консултант у Затворској болници у Београду, где се бавио инфекцијама у ризичним популацијама и недељно одлазио да прегледа затворенике, посебно оне оболеле од хепатитиса или  инфициране ХИВ-ом.

### Епидемија вариоле на Косову и Метохији 1972.
Био је стипендиста Светске здравствене организације у Индији током 1963. године, са задатком студирања сузбијања великих богиња (Smallpox control). Препоруку за добијање ове стипендије дао му је лично оснивач Инфективне клинике, академик проф. др Коста Тодоровић. Ово се показало као изузетно проницљива одлука искусног лекара, с обзиром на то да је то др Шуваковићу омогућило да стекне баш она знања која су му била неопходна када је вариола закуцала на врата Југославије, 1972. године, у облику последње велике европске епидемије те болести. Тада су у жариште епидемије, на Косово и Метохију, у карантин у Ђаковици, послати инфектолози професор Миомир Кецмановић и доцент Војислав Шуваковић, тада једини активни југословенски лекари који су пре избијања епидемије видели ову болест, чији је псоледњи случај у југославији забележен далеке 1930. За пожртвовање и несебичан рад у сузбијању ове епидемије председник Тито је њега и професора Кецмановића одликовао Орденом заслуга за народ са златном звездом I реда, што је било, уколико се изузму одликовања резервисана за иностране државнике и ратне заслуге, једно од највиших цивилних одликовања у социјалистичкој Југославији. О томе колико је јавност ценила рад доктора Кецмановића и Шуваковића на сузбијању великих богиња у Ђаковици, сведочи и насловна страна Вечерњих новости од 14. априла 1972, где их овај лист предлаже за Орден народног хероја. Осим високог државног одликовања, др Шуваковић је тада, за испољено ангажовање у сузбијању ове епидемије, добио и Велику повељу Црвеног крста Југославије. О овој епидемији је снимљен и филм Вариола вера, у режији Горана Марковића. Иако му је било понуђено да буде консултант на филму, он је то одбио. Тако је поступио из етичких разлога поштовања за жртву. Није прихватио оне делове сценарија који су асоцирали на Душицу Спасић, медицинску сестру која је током епидемије умрла од вариоле којом се заразила на радном месту, на Првој хируршкој клиници у Београду, где је и данас њена биста, а чији је лик веома слободно интерпретиран у филму. Међутим, на молбу своје мајке Загорке, прихватио је да помогне њеној познаници Јулији Белтрам у изради маске за овај филм, која је те године на Пулском филмском фестивалу освојила Златну арену за најбољу маску.

## Наставничка каријера
Његова наставничка каријера била је врло богата. Прошао је кроз сва наставничка звања на Медицинском факултету у Београду. Године 1959. на Медицинском факултету Универзитета у Београду изабран је за аситента за предмет Инфективне болести, фебруара 1969 за доцента, 1975 за ванредног професора и 1981. за редовног професора на овом предмету. Био је омиљен код студената и колега. Пошто је тада избор на руководеће функције био непосредан, он је релативно лако биран на њих. Тако је, после пензионисања проф. др Живадина Перишића, изабран за шефа Катедре за инфективне болести Медицинског факултета у Београду (1983), да би непуних годину дана касније напустио ово место због избора за продекана Медицинског факултета у Београду, и на тој функцији се налазио од 1984. до 1989. године. Био је први председник првог Радничког савета новооснованог Клиничког центра Медицинског факултета у Београду, од 7. фебруара 1983. до маја 1985, када је изабран нови, други сазив.
Био је ментор за израду неколико докторских дисертација лекарима који ће га касније наследити у областима којима се он бавио и постати угледни професори инфективних болести: Томиславу Јанковићу („Клиничке и хистоморфолошке карактеристике вирусног хепатитиса у наркомана“), Мијомиру Пелемишу („Имунодефицијенција изазвана ХИВ-ом и њен утицај на туберкулозну инфекцију и њену даљу еволуцију“), Бранку Брмболићу („Клиничке и патохистолошке карактеристике обољења јетре код пацијената инфицираних вирусом хумане имунодефицијенције ХИВ-ом“), Радославу Катанићу („Клиничко-епидемиолошка студија бруцелозе“)... По оснивању Медицинског факултета у Крагујевцу, одлазио је редовно тамо да држи предавања из Инфективних болести. Често је држао предавања и на Медицинском факултету у Приштини, као испомоћ тамошњим колегама.

## Чланство у стуковним друштвима и академијама
Од почетка своје лекарске каријере био је члан Српског лекарског друштва и његове Инфектолошке секције. Сматрао је својом обавезом да учествује у здравственој едукацији становништва, па је био веома активан и у организацији Црвеног крста, укључујући и чланство у Савезном одбору Црвеног крста Југославије.
За редовног члана Академије медицинских наука Српског лекарског друштва изабран је 1983. године.

## Усавршавања
Током своје каријере студијски је боравио у Француској (у Паризу, на престижној клиници за заразне болести Hôpital Claude Bernard), и Италији (у Риму, Милану, Напуљу). Посебно интересовање је показивао за проблеме тропске медицине, па стога не чуде његови боравци у Африци: Либији, Нигерији, Габону.

## Чланство у редакцијама научних часописа
Био је члан Уређивачког одбора часописа Гастроентеропатолошки архив и Acta mediterranea di patologia infettiva e tropicale (Палермо, Италија).

## Друштвена признања
- Орден заслуга за народ са златном звездом I реда
- Великa повељa Црвеног крста Југославије

## Друштвени ангажман
Члан Комунистичке партије Југославије постао је 1945, да би 1990, сматрајући то континуитетом, приступио тада основаној Социјалистичкој партији Србије.
Током студија, за време распуста, је учествовао на четири савезне омладинске радне акције (берба кукуруза у Срему, Брчко–Бановићи, Посавски канал, Шамац–Сарајево), при чему је на последње три наведене био проглашаван за ударника.
Као лекар и хуманиста изражавао је велику забринутост за медицинско поступање у притвору тзв. хашког трибунала (ICTY) са заточеним и оболелим некадашњим председником Србије и Југославије Слободаном Милошевићем. У том смислу је, са својим колегама из различитих медицинских дисциплина, предузимао акције, захтевајући од надлежних установа – Српског лекарског друштва, Организације уједињених нација и њеног генералног секретара и других, да му омогуће право на лечење које је гарантовано међународним конвенцијама за особе које се налазе у притвору. Превео је с француског на српски језик (2004) текст славног француског адвоката Жака Вержеса о илегалности тзв. хашког трибунала. То је, уједно, хронолошки посматрано, и последња библиографска референца професора Шуваковића.</ref name="r5">

## Главна дела
Vojislav Šuvaković (1965). Klinika i terapija antraksa u svetlosti novijih mikrobioloških dostignuća Архивирано на веб-сајту  (6. април 2020), knj. 2 : teza. Beograd : Medicinski fakultet, Naučna knjiga
Vojislav Šuvaković (1968). Prilog razjašnjenju patogeneze antraksne sepse Архивирано на веб-сајту  (6. април 2020): teza. Beograd : Medicinski fakultet, Naučna knjiga
Ljubinko Stojković, Vojislav Šuvaković  [et al.] (redakc. odbor, 1973). Variola u Jugoslaviji 1972. godine: izabrani materijali sa jugoslovenskog simpozijuma o varioli održanog u Primoštenu od 21. do 24. novembra1972. godine. Beograd, Ljubljana : Lek
Anđelko Anđelkovski, Vojislav Šuvaković ... [et al.] (1976). Dijagnostički kriterijumi za ocenu radne sposobnosti kod profesionalnih oboljenja. Beograd : Institut za stručno usavršavanje i specijalizaciju zdravstvenih radnika.
Kosta Todorović, Akutne infektivne bolesti: udžbenik za studente medicine; autori M. [Milka] Čvorić, Vojislav Šuvaković ... [et al.] (1981); urednici Anđelija Kostić, Jovan Pavlović, Živadin Perišić. – 7. izd. – Beograd; Zagreb : Medicinska knjiga
Vojislav Šuvaković (1985). Sida : šta je sida i kako se braniti? Zagreb : Jugoart
Vojislav Šuvaković (1987). AIDS Co to jest i jak z tym walczyć? Z serbskochorwackiego tł. Bozena Nowak. – Warszawa : Panstwowy Zakład Wydawnictw Lekarskich
Dragoslav Bogdanović, Vojislav Šuvaković [et al.] (1988). Medicinska seksologija; urednici Ljubomir Erić, Vojin Šulović, Dragoljub Manojlović. Beograd ; Zagreb : Medicinska knjiga
Vojislav Šuvaković, Slobodan Dožić (1997). HIV bolest i komplikacije. Beograd : Privredne vesti »Eropublic«